# Al-Aqsa TV
Pour les articles homonymes, voir al-Aqsa.
Al-Aqsa TV (en arabe : قناة الأقصى) est une chaîne de télévision palestinienne fondée en 2006 par le Hamas, qui diffuse depuis la bande de Gaza.

## Présentation
La chaîne de télévision palestinienne Al-Aqsa TV est fondée en 2005 par le Hamas, mouvement nationaliste et islamiste palestinien constitué d'une branche politique et d'une branche armée, les Brigades Izz al-Din al-Qassam, étant principalement actif à Gaza.
Elle porte le nom de la mosquée Al-Aqsa située sur l'esplanade des Mosquées/mont du Temple à Jérusalem.
La chaîne émet depuis le 9 janvier 2006 depuis la ville de Gaza. Le haut responsable du Hamas Fathi Hamad, ancien ministre de l'Intérieur du gouvernement de la bande de Gaza et membre du Conseil législatif palestinien, est le propriétaire de la chaîne.

## Histoire
La chaîne de télévision est lancée en novembre 2005 comme une simple station locale, avec des moyens très limités, montrant des images glorifiant la résistance à Israël ou produisant de la propagande religieuse. Al-Aqsa TV se professionnalise rapidement, devenant en un an et demi une chaîne satellitaire généraliste à la popularité croissante. Sa programmation est variée, comprenant des journaux, des documentaires animaliers, des dessins animés, des cours de religion et des débats politiques. Elle propose aussi une revue de la presse israélienne afin d'apprendre à ses téléspectateurs à « comprendre l'ennemi. »
Pendant l'été 2006, Al-Aqsa TV diffuse la Coupe du monde de football, grâce à un piratage d'ART, la chaîne saoudienne qui avait acquis les droits de retransmission dans le monde arabe. Elle diffuse également des matchs entre équipes palestiniennes
La direction d'Al-Aqsa TV indique, lors d'un entretien avec la presse étrangère, que « nous essayons de nous approcher d'Al-Jazira (la chaîne d'information qatarie) pour le professionnalisme et d'Al-Manar (la chaîne du Hezbollah libanais) pour le patriotisme. » La chaîne a envoyé à ses débuts une trentaine de ses journalistes en formation à Doha, siège d'Al-Jazira.
Al-Aqsa TV est alignée idéologiquement sur le Hamas. Dans ses programmes, Israël est désigné sous la formule « territoires occupés de 1948 » ou d'« ennemi sioniste ». Les collaborateurs du président Mahmoud Abbas sont eux qualifiés de « putschistes ».

S'inspirant des techniques du mouvement chiite libanais Hezbollah, le Hamas cherche à gagner l'opinion de tous les Palestiniens en utilisant sa chaîne de télévision comme organe de propagande ; en temps de conflit, elle met en valeur le combat du Hamas contre  l’occupant israélien avec force infographies animées de roquettes s’abattant sur Israël,, dont elle vante les différents modèles de fabrication locale, et diffuse notamment « des traductions des versets coraniques inspirant ses opérations militaires » de façon codée,.
À la suite d'une décision prise en juin 2010 par le Conseil supérieur de l'audiovisuel (CSA) estimant que la chaîne Al‑Aqsa TV enfreint la législation française et européenne sur l'audiovisuel, le satellite Eutelsat cesse de diffuser la chaîne de télévision du Hamas sur son satellite Atlantic Bird 4A. La même année, le gouvernement américain désigne Al-Aqsa TV comme un groupe terroriste.
L'ONG Reporters sans frontières dénonce le fait que lors des affrontements de 2014, le journaliste Ahmed Al-Khatib, correspondant de la chaîne, est arrêté à Tulkarem, et de façon plus générale, qu'Israël vise les professionnels palestiniens de l'information.
Fin 2015, l’Autorité palestinienne demande à son propre organisme de radiodiffusion de suspendre indéfiniment la programmation en Cisjordanie de la chaîne de télévision du Hamas, afin de freiner les affrontements entre Palestiniens et soldats israéliens.
En 2008, Israël a bombardé le siège du média quand la première guerre de Gaza avait éclaté. En novembre 2018, Israël détruit dans un bombardement le bâtiment d'Al-Aqsa TV. L’armée israélienne justifie son action en disant que la chaîne est « utilisée par [le Hamas] pour des activités militaires, dont l’envoi de message à des agents terroristes en Cisjordanie, des appels à mener des attaques terroristes et des instructions sur comment les perpétrer ». Le montant des dégâts s'élève à hauteur d’environ 4,5 millions de dollars. La chaîne de télévision reprend sa diffusion après avoir déménagé dans d'autres locaux.
Une étude parue en 2020 du Collège universitaire des sciences appliquées de Gaza enquêtant sur le concept d'Al-Quds (Jérusalem) présenté via la couverture d'Aqsa TV en 2018 et le degré d'importance que la chaîne accorde aux questions concernant cette ville, «révèlent que d'une part, le discours de la chaîne donne la priorité aux questions liées à la violente lutte israélo-palestinienne qui se déroule dans la ville tandis que, d'autre part, elle ignore les questions concernant les citoyens de la ville et leurs problèmes de la vie quotidienne. Une autre découverte suggère que bien que la chaîne considère Jérusalem comme le cœur du conflit, mais conformément à l'agenda du Hamas, l'attention de la chaîne se déplace vers d'autres événements violents dans les manifestations de la Grande Marche du Retour dans la bande de Gaza »
En 2019, Benyamin Netanyahou signe une ordonnance de reconnaissance en tant qu'organisation terroriste.
La chaîne diffuse également des programme à destination des enfants,. Le 29 mars 2013, dans une émission éducative la télévision du Hamas, des enfants d'une dizaine d’années ont été présentés chantant en chœur vouloir « mourir en martyrs » en perpétrant des attentats suicides. Toutefois, le Hamas affirme que ces médias seraient indépendants et rejette sa responsabilité sur ces programmes pour enfants,.
Israël considère la chaîne de télévision comme « une plate-forme centrale pour diffuser les messages d’incitation à la haine », mais également un canal utilisé par le Hamas « pour communiquer secrètement avec ses agents », dont notamment les activistes recrutés en Cisjordanie occupée et à Jérusalem-Est annexée,. La sécurité intérieure israélienne, le Shin Beth, avait accusé le Hamas de disposer d’une unité secrète recrutant des militants en Cisjordanie occupée et à Jérusalem-Est annexée, et de communiquer avec ces recrues via la chaîne Al-Aqsa.
En réaction à cette décision, le Hamas a dénoncé un « ciblage des institutions médiatiques » et « une tentative de diaboliser les Palestiniens pour empêcher que leur histoire atteigne le monde ».
En octobre 2023, la chaîne est de retour sur le satellite Eutelsat 8 West B. Le 20 décembre 2024, l'Arcom met Eutelsat en demeure d'arrêter cette diffusion.